# تیفا خزری
تیفا خزری (نام علمی: Typha caspica) نام یک گونه از سرده لوئی است.